# Château de Verteuil (Lot-et-Garonne)
Pour l’article homonyme, voir Château de Verteuil (Charente).
Le château de Verteuil a été construit à Verteuil-d'Agenais, dans le département de Lot-et-Garonne.

## Histoire
La première mention du "castrum" de Verteuil date de 1259. À cette date il est réparti entre plusieurs coseigneurs appartenant aux familles de Caumont et de Pins.
Le château primitif était un château sur motte autour duquel s'est développé le village.
La  seigneurie appartenait aux d'Albret en 1390. Il est sorti en ruine de la guerre de Cent Ans. Les vestiges médiévaux se trouvent sur un escarpement rocheux, retaillé et maçonné par endroits formant une première enceinte d'environ 80 mètres de diamètre.
La seigneurie est donnée à Arnaud de Caumont, seigneur de Lauzun, en 1460. Celui-ci a donné la maison noble de Roquepiquet en 1470 à Mathurin de Gervain. La tour heptagonale voûtée d'ogives située au nord-ouest, reliée à une courtine, date probablement de la fin du XVe siècle.
Le corps de logis principal, situé au sud-est, a été construit par la famille de Caumont à la fin du XVIe siècle ou au début du XVIIe siècle.
Le corps de logis ouest a été restauré en 1839 pour en faire une école.
L'ensemble du bâtiment était abandonné en 1996. 
L'aile construite à la fin du XVIe siècle ou au début du XVIIe siècle a été restaurée, rebaptisée Château des Vallons et transformée en hôtel.
Le château a été inscrit au titre des monuments historiques le 10 janvier 1996,